# Prince George
Prince George – miasto w zachodniej Kanadzie, w prowincji Kolumbia Brytyjska, przy ujściu rzeki Nechako do rzeki Fraser, w 2016 r. zamieszkiwane przez 74 003 osób.
Język angielski jest ojczystym dla 88,1%, francuski dla 1,6% mieszkańców (2006).
W mieście rozwinął się przemysł drzewny, celulozowo-papierniczy, rafineryjny oraz chemiczny.

## Sport
- Prince George Cougars – klub hokeja na lodzie